# Serruria gracilis
Serruria gracilis är en tvåhjärtbladig växtart som beskrevs av Joseph Knight. Serruria gracilis ingår i släktet Serruria och familjen Proteaceae. Inga underarter finns listade i Catalogue of Life.